# 美術公園

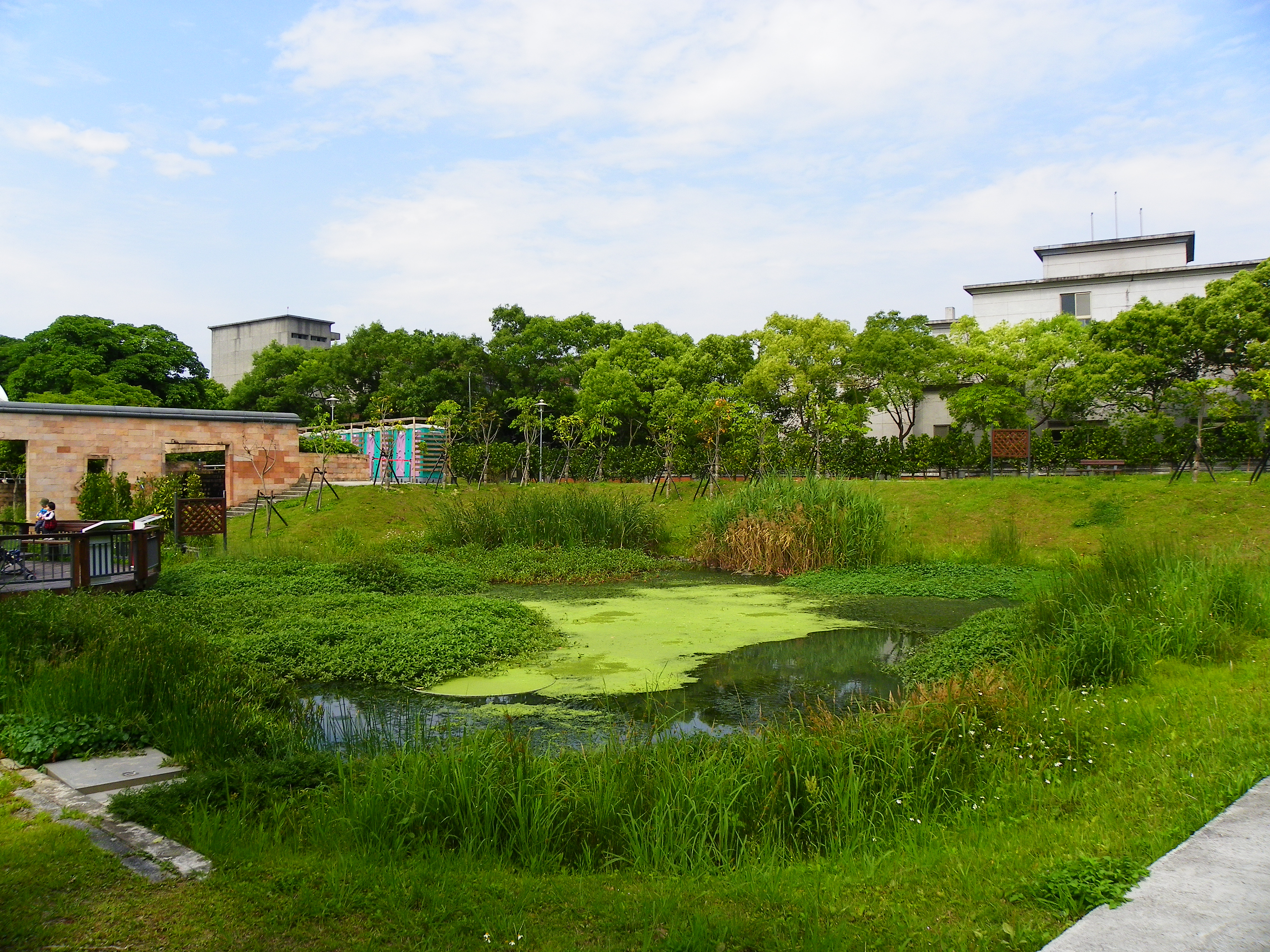
臺北美術公園東南的溼地（2011年）

美術公園，位於臺北市中山區圓山公園與新生公園之間，在2010年臺北國際花卉博覽會期間劃入展區，目前為花博公園的一部分。

## 地理位置
本公園位於中山北路以東、新生北路以西，廣義的美術公園北起基隆河，南至民族東路，包含民族公園、臺北市立美術館與憲兵司令部及週邊，狹義的部分則僅包括美術館以南、司令部以西的綠地部分。
本園東面隔中山北路與圓山公園相望，參觀民眾多由圓山公園西邊的捷運圓山站前來參關花博公園與週邊活動，民眾可經由行人穿越道、行人天橋與行人地下道前往圓山公園；西面隔新生北路與花博公園─新生公園區相對，民眾可經由濱江街或民族東路口前往。北面與大佳河濱公園相連，民眾可經由越堤道進入。

## 現況
本公園為臺北市戰前規劃的大型都會公園之2號公園，又名中山2號公園，規劃為美術公園，配合美術館主要用途與設施係作為湖面、地景、地坪藝術展示區、花卉展示、裝置藝術、戶外教學創作表演藝術跳蚤場。由於被劃為花博園區，目前公園劃為花博公園的一部分，主要做為花博寰宇庭園區使用。
原本2號公園預定地內，西側由北到南有台北故事館、臺北市立美術館、臺灣精品館（以上不屬美術公園範圍）、風味館、舞蝶館，中間為憲兵司令部，東側開闢為民族公園。台北故事館的北邊為基隆河河濱單車道，台北故事館與台北市立美術館間為活動廣場，台北市立美術館停車場、花之隧道與風味館間設有迎客坊，風味館、舞蝶館的週邊為寰宇庭園區。
憲兵司令部與民族公園的北邊為車道與花之隧道，車道可供車輛出入美術館停車場，花之隧道作為憲兵司令部東西兩邊往來通道，供民眾前往新生園區。民族公園內設有羽球場，不列為花博公園的一部分。

### 林靖娟老師紀念雕像
1992年健康幼稚園火燒車事件，發生在台灣桃園縣平鎮市的一起重大遊覽車交通事故，造成23死、9傷。
林靖娟老師原本有機會逃生，但因惦念學生的安危，在意外時選擇在火場中，不斷上下車地奮勇救出學生，挽救孩子生命，但火勢太大，最後來不及救出所有學生，以肉身懷抱4名學生英勇葬身火場，壯烈犧牲。
為紀念林靖娟老師的見義勇為，中華民國總統李登輝邀請雕刻家蒲添生立像紀念，並於1998年9月28日（教師節）表揚林老師義行。
林靖娟老師紀念雕像位於迎客坊的東南方，原花博美術園區旅客中心的東北邊。

## 相關條目

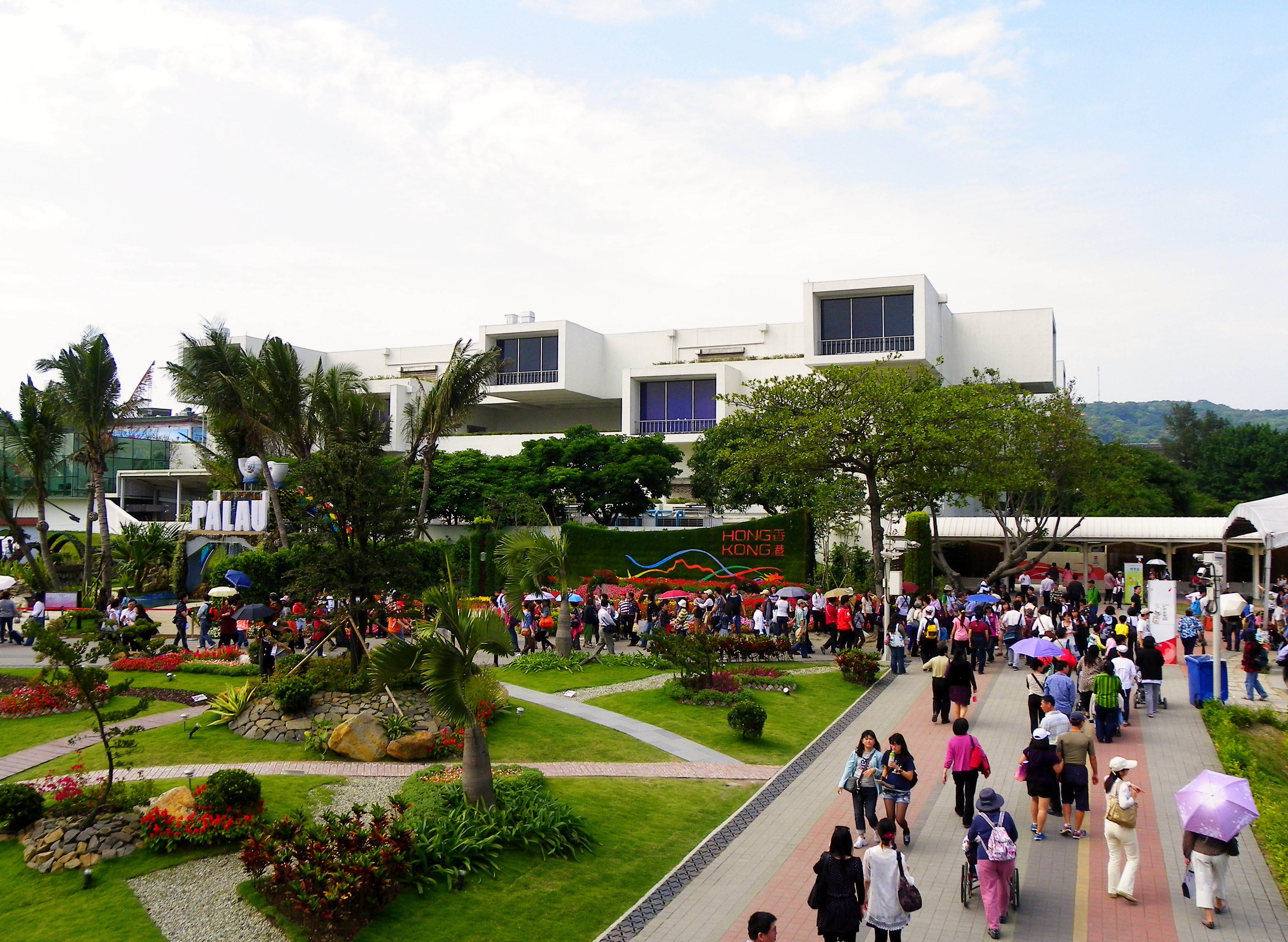
寰宇庭園區一景(花博展期間)
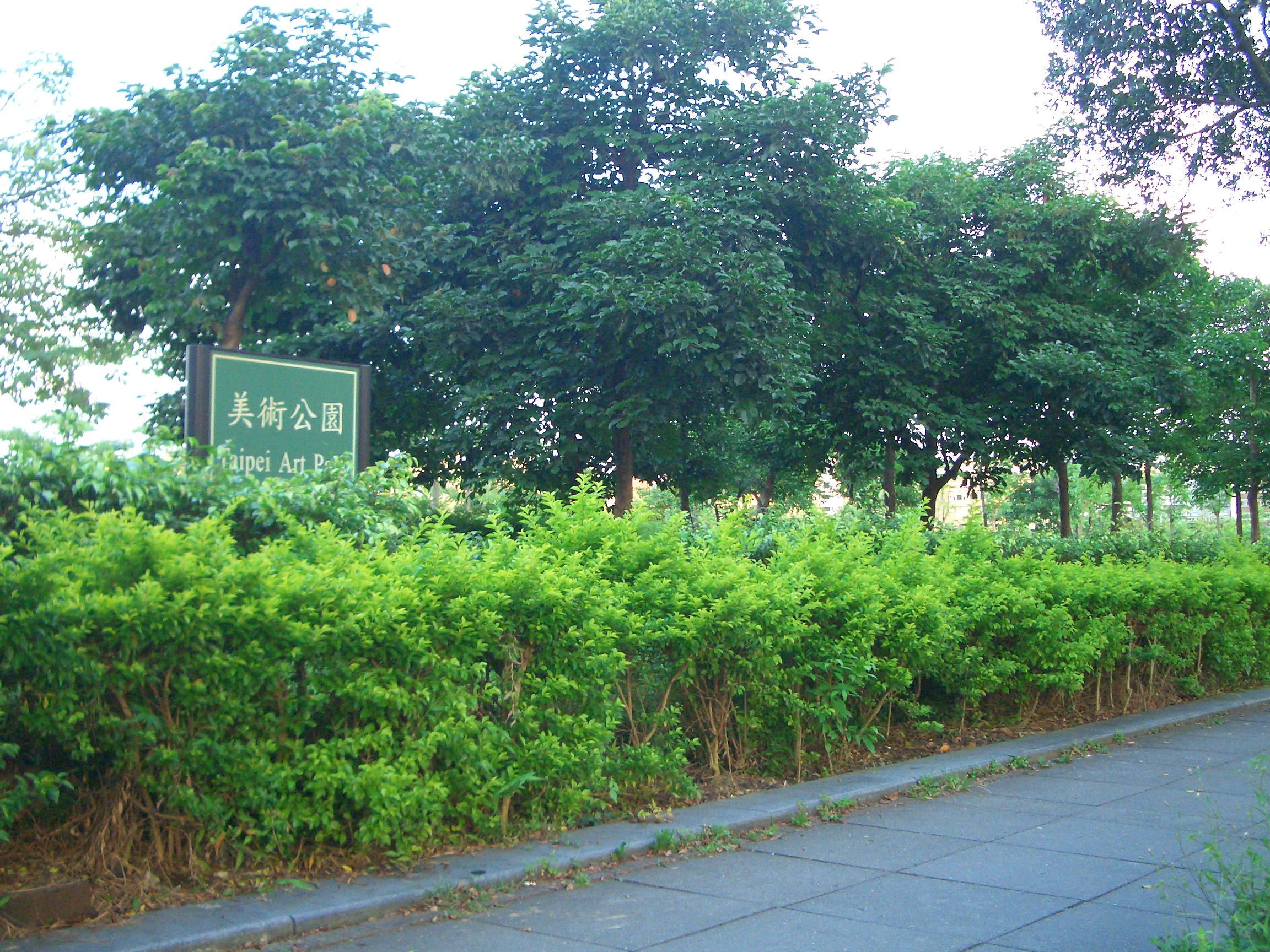
中山美術公園一景(花博展期前)
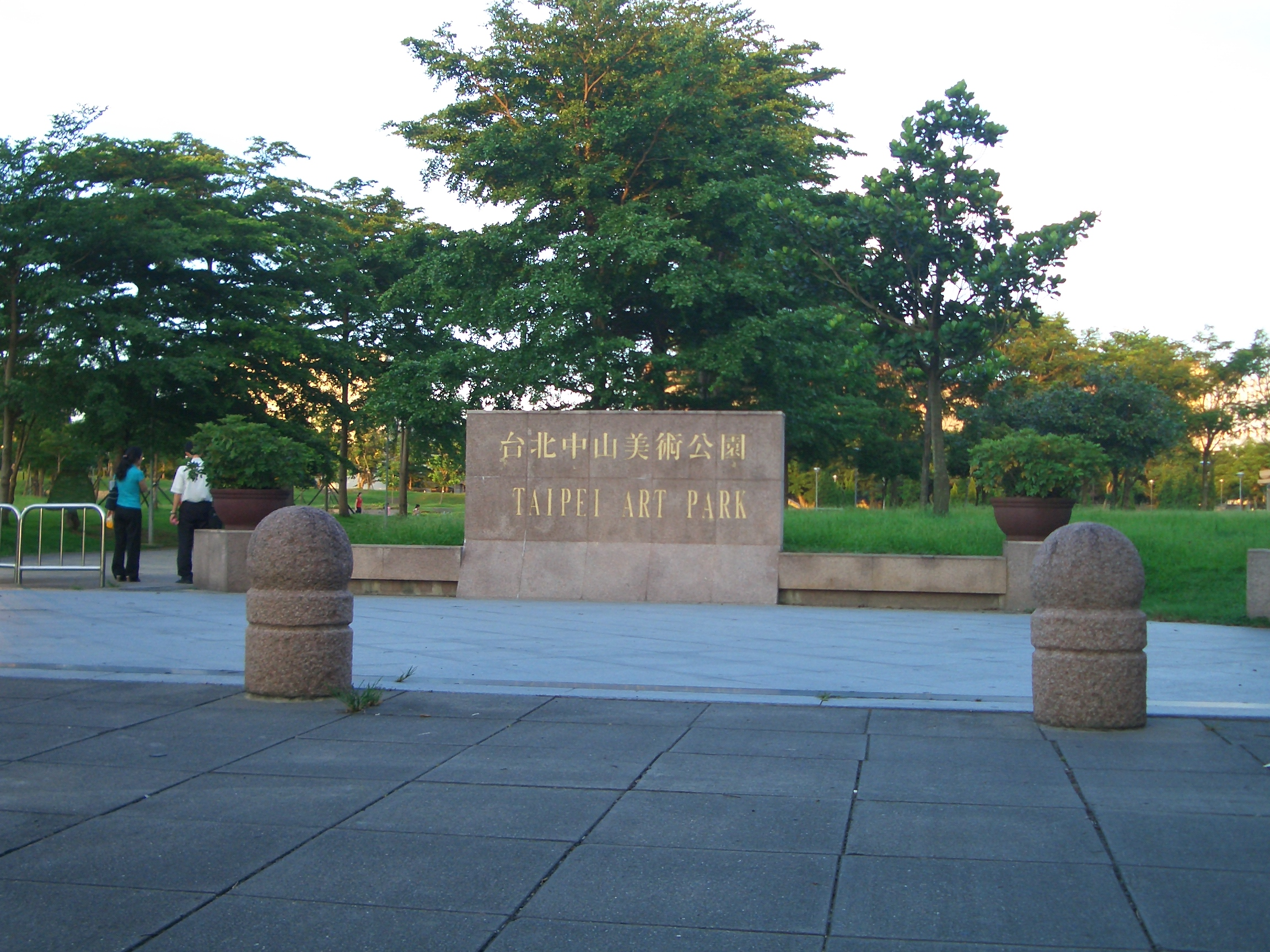
中山美術公園入口(花博展期前)

## 外部連結
- 花博公園 （页面存档备份，存于）
- 花博公園的Facebook專頁
- 花博公園美術園區 - 公園走透透 （页面存档备份，存于）